# Brachymeria parvula
Brachymeria parvula är en stekelart som först beskrevs av Walker 1834.  Brachymeria parvula ingår i släktet Brachymeria och familjen bredlårsteklar. Enligt den finländska rödlistan är arten nationellt utdöd i Finland. Arten är reproducerande i Sverige. Artens livsmiljö är torra gräsmarker. Inga underarter finns listade.